# Palmanova

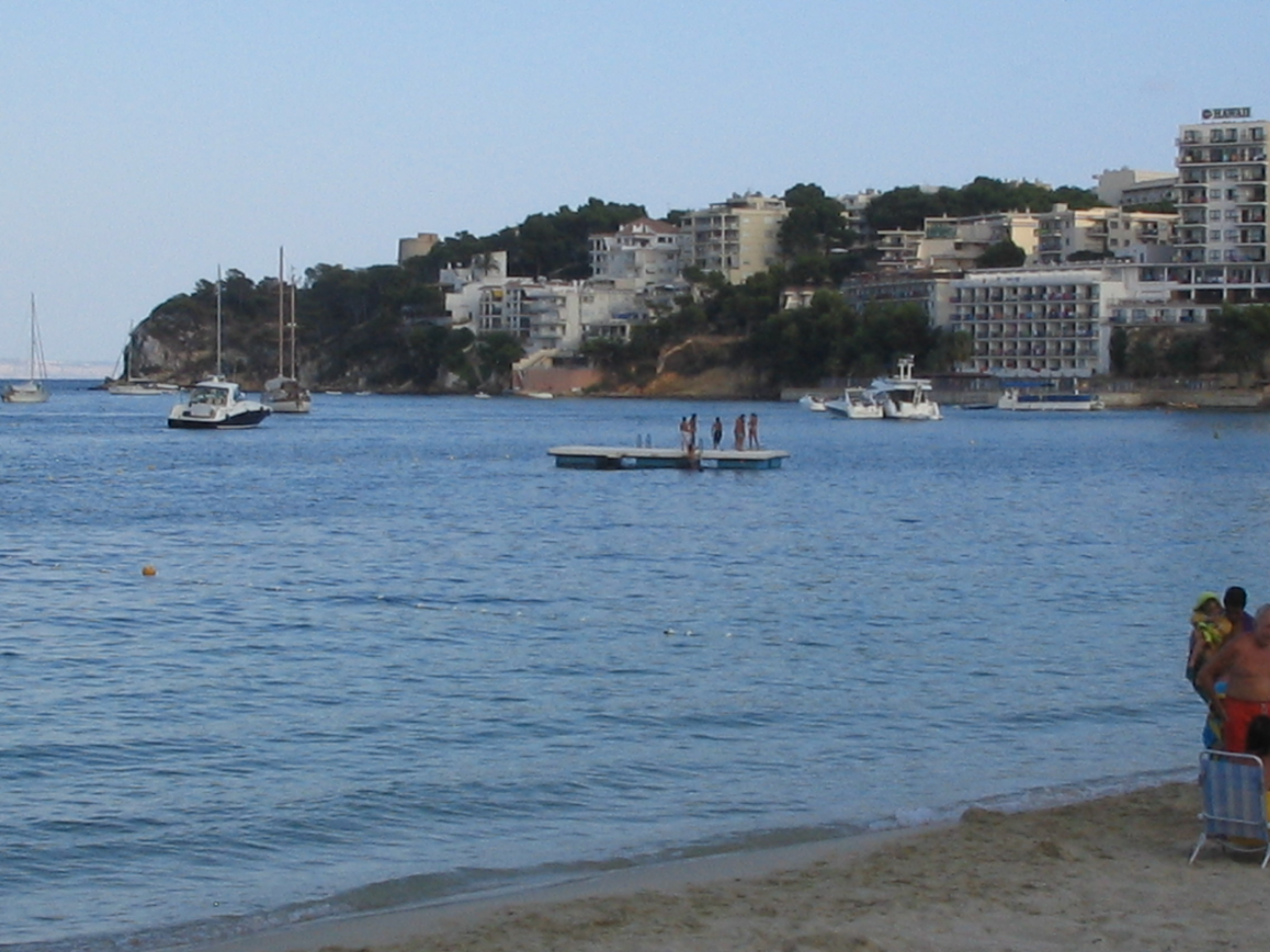
Badia de Palmanova.

Palmanova és una localitat turística que pertany a l'ajuntament de Calvià (Mallorca). Té una platja de mil metres de llarg per seixanta d'ample i també un petit port esportiu. És una de les localitats que forma part de l'entramat del Passeig Calvià, un passeig per a vianants conegut localment com el «Pulmó verd» del municipi.

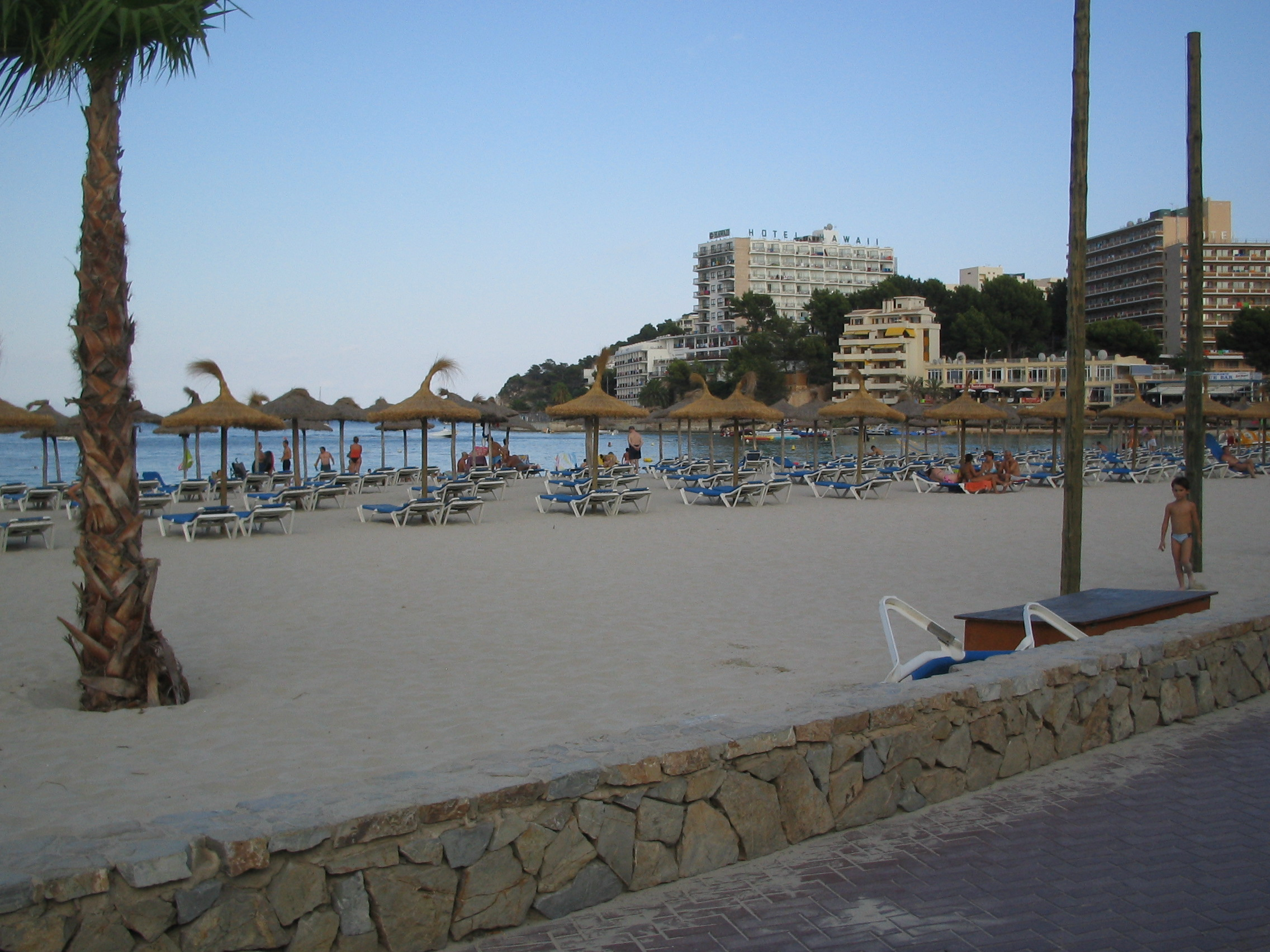
Platja de Palmanova.

És a tocar del complex turístic de Magaluf a l'oest, i amb el de «Son Caliu» (antic nom de la zona) a l'est. Va néixer com a urbanització residencial el 1934, en un projecte que pretenia construir una ciutat jardí. El 2009 era considerada com una de les zones turístiques més rellevants de l'illa. Se situa a catorze quilòmetres de la capital, Palma, i ofereix una importat varietat de restaurants i llocs d'oci. El passeig marítim, al costat de la platja, invita al descans i al passeig entre alberedes, zones verdes i bulevards. La platja, per la seva qualitat i serveis, fou guardonada amb la Q de qualitat. És l'única platja en tota la costa balear que posseeixi aquesta distinció.

## Història

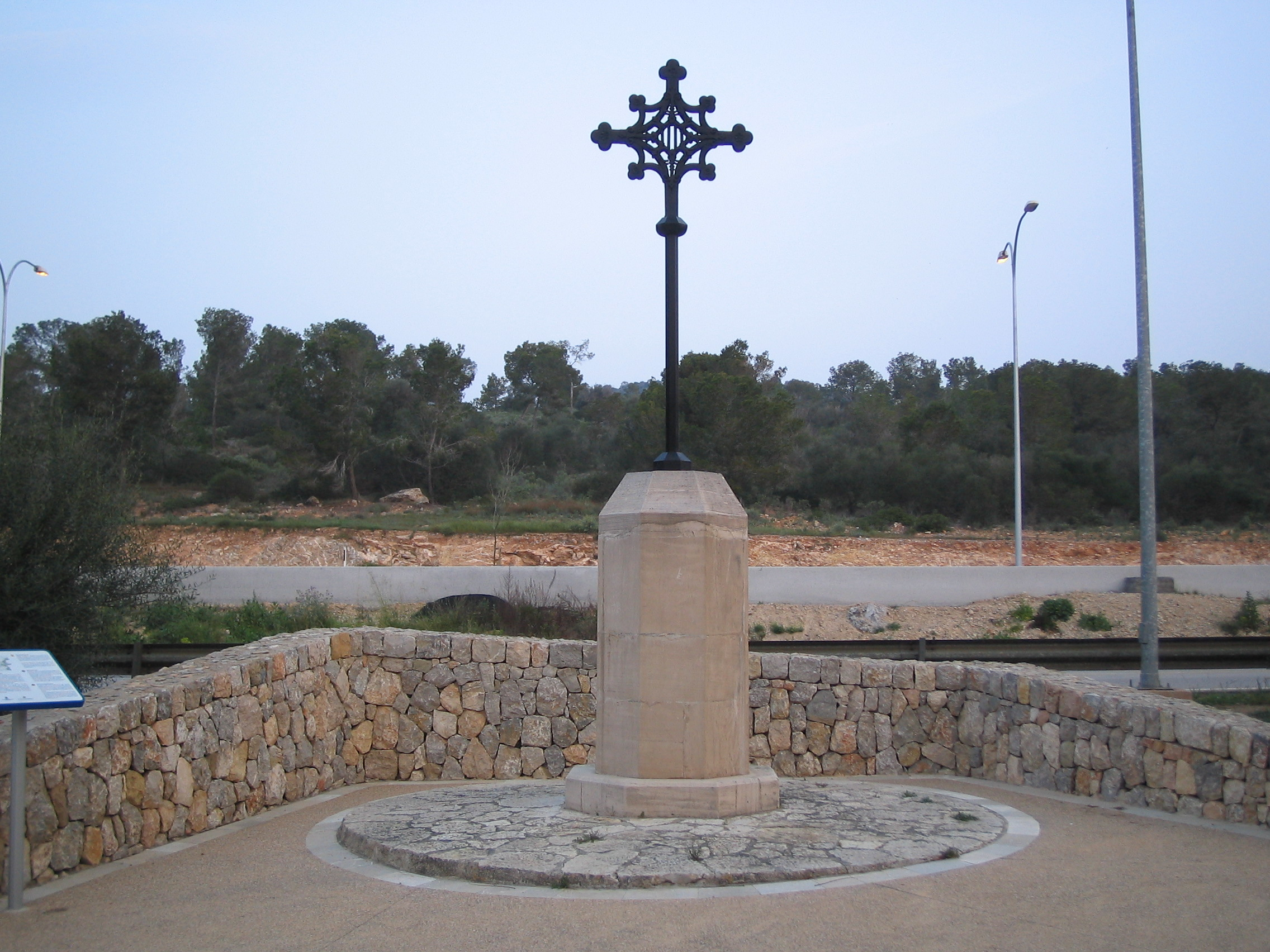
Monument al lloc on es va enterrar Guillem II de Montcada i de Bearn que forma part des de 2009 de l'entramat del Passeig Calvià. Anteriorment es coneixia com a El pi dels Montcada.

El 14 de setembre de 1229, dies després del desembarcament de Jaume I a Mallorca, entre escenes de dolor, van ser enterrats els Montcada, cavallers nobles de la casa de Bearn (antiga província francesa situada al peu dels Pirineus). L'enterrament fou celebrat a la serra de Bendinat, al costat d'un pi que es va conservar fins al 1914 i que era conegut popularment com «El pi dels Montcada». Un grup de poetes catalans van construir al costat del pi un monument amb sòcol de pedres de Santanyí, amb una gran creu d'estil gòtic, al centre de la qual hi ha dibuixades les quatre barres catalanes. Una de les cares del sòcol porta l'escut d'armes dels Montcada, i altres dates commemoratives. Aquesta expedició fou organitzada pel prestigiós literat canonge Colell, i també hi va participar Jacint Verdaguer. El monument està situat a l'entramat del Passeig Calvià.
Palmanova fou una de les primeres localitats turístiques que es van construir en l'illa, dintre dels terrenys d'una antiga finca anomenada Ses Planes. En el 2009 continuava sent una de les destinacions triades en les promocions de vacances pels touroperadors.
Abans del 1934 la zona era coneguda com a Son Caliu. Durant la guerra civil el projecte d'urbanització va quedar estancant, però en els 70 es va reprendre amb destí a l'original, que pretenia fer una ciutat jardí, canviant el nom de Son Caliu pel de Palmanova. El 1975 tenia més de 20 establiments hotelers.
El 30 de juliol del 2009, la localitat va patir un atemptat terrorista per part de la banda armada ETA. Van utilitzar dos cotxes bomba dels quals només un va arribar a explotar, ocasionant la mort de dos guardes civils, Diego Salvá Lezaun, de 27 anys, i Carlos Sáenz de Tejada García, de 28 anys, al costat de la caserna.

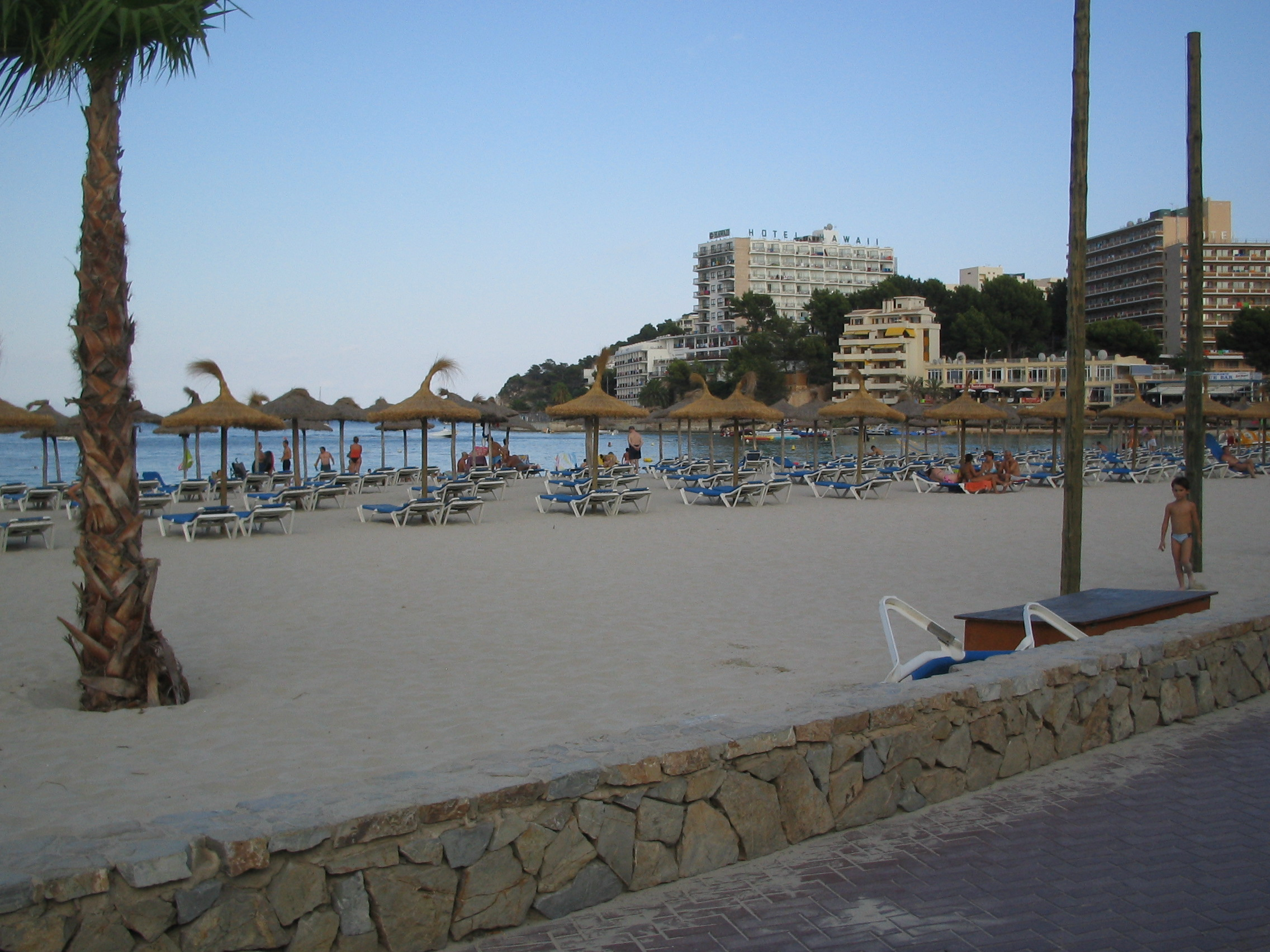
Platja de Palma Nova.